# 郑州有轨电车
郑州有轨电车是郑州市人民政府于2014年规划的有轨电车系统。
郑州市有轨电车近景规划至2020年，规划线路10条，总长约145.5公里；远期规划至2030年，规划线路31条，总长约466.8公里；远景展望至2050年，规划线路37条，总长约544.2公里。

## 线路

### 中原西路线（示范线）
主线起自郑州地铁1号线西流湖站，终点位于232省道与科学大道交叉口。两条支线为：一条沿中原西路延伸至西三环，一条沿广武路延伸至科学大道。线路全长约37.7公里，共设车站32座。

### 航海东路线（示范线）
主线起点位于郑州地铁5号线经开第八大街站，终点在中牟县中兴路。支线沿经开第二十二大街、新安路、牟兴街敷设。线路全长约33.1公里，共设车站29座。

### 新郑快速路线（示范线）
起点位于紫荆山路与航海东路路口，终点位于郭店镇。线路全长约22.6公里，共设车站21座。